# Eulophia nyasae
Eulophia nyasae là một loài thực vật có hoa trong họ Lan. Loài này được Rendle mô tả khoa học đầu tiên năm 1894.